# Castello di Stolzenfels
Il castello di Stolzenfels (in tedesco: Schloss Stolzenfels) è un maniero che si trova nell'omonimo quartiere della città di Coblenza (Renania-Palatinato), sul fiume Reno in Germania.

## Storia
Costruito nel XIII secolo, venne distrutto dai francesi nel 1689. Nel 1823 la proprietà del castello passò a Federico Guglielmo IV di Prussia, che incaricò l'architetto Karl Friedrich Schinkel di ricostruire la struttura in stile neogotico, destinata a residenza estiva. I lavori ebbero inizio nel 1836, ma Schinkel non ne vide la fine perché morì nel 1841. L'opera venne terminata dal suo allievo Friedrich August Stüler.